# Ultimatum Bourne’a (film)
Ultimatum Bourne’a (ang. The Bourne Ultimatum) – film sensacyjny nakręcony w 2007 roku, wyreżyserowany przez Paula Greengrassa według scenariusza Tony’ego Gilroya zainspirowanego powieścią Roberta Ludluma o tym samym tytule. Film jest kontynuacją Krucjaty Bourne’a i opowiada dalsze losy głównego bohatera – Jasona Bourne’a.
Film został nagrodzony między innymi trzema Oscarami, za najlepszy dźwięk, najlepszy montaż i najlepszy montaż dźwięku.

## Fabuła
Kontynuacja losów Jasona Bourne’a – byłego tajnego agenta CIA. Okazuje się, że program Treadstone został zmodyfikowany i przemianowany na Black Briar, podlegający amerykańskiemu Ministerstwu Obrony. Agencja oficjalnie odcięła się od swojej niechlubnej przeszłości, jednak wciąż obawia się zagrożenia ze strony Bourne’a, postanawia więc go zlikwidować. Tymczasem Bourne’a prześladują niejasne wspomnienia z jego przeszłości sprzed zaniku pamięci. Ucieczka przed poprzednim życiem okazuje się być niemożliwa, dlatego Bourne postanawia wrócić do początku i dowiedzieć, kto i po co go stworzył. Podróżując przez Moskwę, Berlin, Londyn, Madryt, dotrze w końcu tam, gdzie wszystko się zaczęło i musi się skończyć – do Nowego Jorku.
Po wyrwaniu się z rąk moskiewskiej milicji, Bourne przedostaje się na zachód i mieszka w Paryżu. Po drodze odwiedza brata Marie i mówi mu o jej losie. Mija 6 tygodni.
Londyński dziennikarz Guardiana, Simon Ross piszący o Bournie i interesujący się tym tematem, spotyka się w Turynie z jednym z dawniejszych szefów Bourne’a – Nealem Danielsem. Od niego dowiaduje się o kontynuacji Treadstone pod nową nazwą Black Briar. Po powrocie do Londynu dzwoni do swego szefa w redakcji i relacjonuje mu krótko spotkanie używając określenia Black Briar. Słowa te wychwytują natychmiast komputery systemu Echelon i stawiają na nogi CIA. Od tego momentu godziny Rossa są już policzone.
Bourne, który jadąc do Londynu z kontynentu pociągiem czytał akurat w Guardianie artykuł Rossa o sobie i Marie, dzwoni do niego do redakcji i umawia się na stacji Waterloo za pół godziny. Nie wie, że Ross jest już intensywnie inwigilowany. Kiedy dochodzi do spotkania, Bourne od razu orientuje się w sytuacji i komunikując się z Rossem przez podrzucony mu nowy telefon na kartę, próbując go wyrwać z matni i uratować. Ross jednak nie za bardzo wyczuwa sytuację i kieruje się emocjami, co doprowadza do jego szybkiej śmierci od kuli innego agenta - Paza. Noah Vosen, który aktualnie kieruje operacjami Black Briar rozkazuje Pazowi zlikwidować również Bourne’a. To jednak się nie udaje, bo Jason po zabiciu Rossa wyrywa z jego torby notatki i ucieka w tłumie spanikowanych ludzi. Goni Paza, ale ten odjeżdża mu sprzed nosa metrem.
Z notatek orientuje się, że Ross miał kontakt z kimś z Madrytu, kimś kto wie o nim bardzo dużo. Postanawia więc go jak najszybciej odszukać. Jedzie do Hiszpanii i zakrada się do biura handlowego będącego przykrywką tajnej komórki CIA. Neala Danielsa jednak już tam nie ma, ponieważ rano, widząc w telewizji BBC śmierć Rossa, orientuje się w sytuacji i postanawia zniknąć. Bourne zastaje więc puste biuro z otwartym sejfem. Jedyne co w nim znajduje to zdjęcie Neala z kimś kogo pamięta przez mgłę. (Tym kimś jest Albert Hirsch, mózg szkolenia agentów Treadstone.)
Po kilku minutach od przybycia Bourne’a do biura Danielsa przybywają agenci wysłani w celu zlikwidowania Neala i Jasona. Oczywiście padają jak muchy po spotkaniu z Bournem. Żyją, ale są nieprzytomni. Po chwili do biura przychodzi niczego nieświadoma Nicky Parsons, która odbiera telefon od Noah Vosena i po identyfikacji przekazuje odzew oznaczający brak zagrożenia. Twierdzi, że Bourne nie ma, agenci żyją, a po Danielsie nie ma śladu i nie wie gdzie może być. W rzeczywistości Nicky wie, że Daniels ucieka do Maroka i rano przelał tam 100.000 dol. W tym czasie już, na polecenie lub sugestię („to zabawne jak to różnie wygląda z różnych perspektyw”) szefa CIA – Ezra Kramera, z Noah Vosenem współpracuje Pamela Landy, która również chce znaleźć Bourne’a, ale nie aby go zabić. Powoduje to silne spięcia między nią i Vosenem.
Nicky i Jason po ucieczce z biura Danielsa jadą na prom do Tangeru. W oczekiwaniu na niego, pijąc kawę, Jason ze zdziwieniem dowiaduje się od Nicky, że kiedyś byli razem. Niczego jednak z tego nie pamięta.
Po przyjeździe Nicky za pomocą swojego służbowego laptopa sprawdza, co CIA wie o Danielsie. Dane są zablokowane, co oznacza, że już go namierzyli. Dowiaduje się jednak, że wysłano agenta Desha do likwidacji Neala. Nicky na polecenie Bourne’a wysyła mu SMSa z prośbą o kontakt. Bourne chce w ten sposób, śledząc Desha trafić do Danielsa. Nie udaje mu się to, a nawet ułatwia zadanie agentowi w likwidacji Danielsa. Wpada w dodatkowe kłopoty, bo ściga go lokalna policja, a Desh dostaje od Vosena zlecenie też na niego i Nicky. Po brawurowej ucieczce po dachach gęstej zabudowy miasta i poszukiwaniu Nicky, Jasonowi udaje się pokonać Desha, czym zyskują na czasie. Nicky wysyła potwierdzenie likwidacji siebie i Bourne’a. Jason mając w pamięci Marie nie chce dalej narażać Nicky i każe jej samej uciekać.
Sam wraca do USA pod nazwiskiem Gilberto de Piento, którego do tej pory nie używał, ale znanym agencji. To znak dla Pameli Landy, że nadchodzi. Pam daje odzew na lotnisku i czeka.
Bourne dzwoni do Pameli, obserwując ją przez okno tajnej siedziby w Nowym Jorku. Robi to świadomie, czym stawia na nogi cały wydział. Vosen wije się jak opętany, żeby tylko go dopaść, bo wie że Bourne zagraża jemu i kilku wysokim szefom. Bourne jednak przechytrza Noaha i wykrada z jego sejfu wszystkie dokumenty o Black Briar. Ucieka z nimi pod adres jaki w rozmowie hasłowo przekazała mu Pamela Landy. Jest to adres tajnej komórki szkoleniowej, tam, gdzie wszystko się zaczęło.
Bourne dociera tam, przekazuje dokumenty Pameli z nadzieją, ze ona zrobi z nich właściwy użytek i idzie do Alberta Hirscha po swoją przeszłość. Ścigają go jednak agenci, więc jak tylko dowiaduje się wszystkiego o sobie, znów musi uciekać. Ucieczka kończy się na dachu wieżowca z którego Bourne skacze do rzeki po tym, jak zabójca Paz, w rewanżu daruje mu życie.
Film kończy się scenami z Nicky w kawiarni, Pameli podczas przesłuchania w Senacie, telewizora z wiadomościami NBC oraz Bourne’a w rzece ze spikerem w tle, który mówi o aferze, aresztowaniach i nieznanym losie ciała Bourne’a, którego jednak nie znaleziono po 3 dniach poszukiwań we Wschodniej Rzece. Nicky uśmiecha się i dopija piwo.

## Obsada
- Matt Damon – Jason Bourne
- Julia Stiles – Nicky Parsons
- David Strathairn – Noah Vosen
- Scott Glenn – Ezra Kramer
- Paddy Considine – Simon Ross
- Colin Stinton – Neal Daniels
- Édgar Ramírez – Paz
- Albert Finney – dr Albert Hirsch
- Joan Allen – Pam Landy
- Tom Gallop – Tom Cronin
- Corey Johnson – Ray Wills
- Joey Ansah – Desh Bouksani